# Cathédrale Notre-Dame d'Évreux
Cette  cathédrale n’est pas la seule cathédrale Notre-Dame.
La cathédrale Notre-Dame d'Évreux est une cathédrale de style gothique, située à Évreux dans l'Eure, qui est le siège du diocèse correspondant à ce département.

## Introduction
La cathédrale Notre-Dame d'Évreux est l'un des bâtiments les plus remarquables de la ville. Dès 912, l'archevêque Francon de Rouen la présente au duc Rollon comme l'une des plus vénérables églises de Normandie. L'édifice actuel est une synthèse de styles successifs : l'architecture gothique rayonnante puis flamboyante et l'architecture de la Seconde Renaissance française. Elle est classée au titre des monuments historiques depuis 1862.
Elle est célèbre pour conserver une série de verrières au jaune d'argent du XIVe siècle, dont l'équivalent ne se trouve qu'en l'église Saint-Ouen de Rouen.

## Historique

### Les origines
Le diocèse d'Évreux est érigé au IVe siècle. Selon la légende écrite par Déodat, moine du XIe siècle dans la Vita Sancti Taurini, saint Taurin aurait christianisé un ancien temple païen pour devenir la première église. Des bases de colonnes gallo-romaines et un chapiteau corinthien ont été découverts lors de l'installation d'un calorifère sous le croisillon sud du transept>.

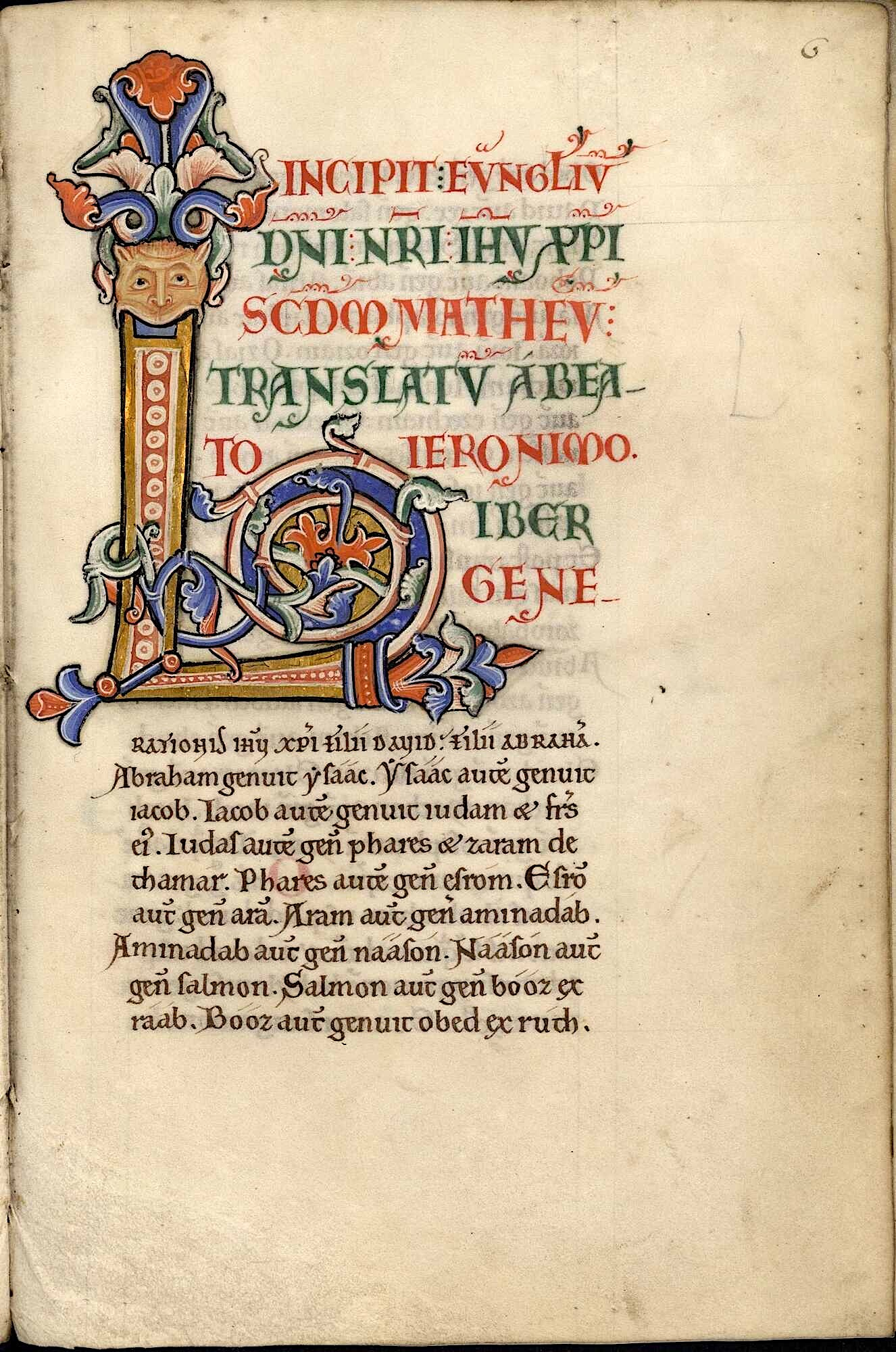
Extrait de l'Évangéliaire de la cathédrale d'Évreux. Archives départementales de l'Eure, cote BIBSLE 2602.

Au cours de travaux dans la cour de l'évêché en 1857, une pierre sculptée datée du VIIe siècle a été découverte, percée au centre d'une ouverture circulaire. Il s'agirait d'une fenestella confessionnis, dalle percée pour présenter les reliques aux fidèles.
Une vasque gallo-romaine en pierre a été trouvée sur le côté sud de la nef, près du transept, à l'emplacement habituel pour un baptistère dans un groupe épiscopal. Elle aurait servi, selon D. Cliquet, de cuve baptismale. Si ces éléments attestent de la présence de la cathédrale à l'intérieur des remparts de la ville, en l'absence de fouilles, le plan et les proportions de cette cathédrale nous sont inconnus.

### La cathédrale romane
Rollon, au moment de son baptême (912), fait des donations aux nombreuses églises qu'il avait dévastées. Le troisième jour vit la dotation de la cathédrale d'Évreux. C'est la première mention dans les textes de la cathédrale. Cette donation, mentionnée par Dudon de Saint-Quentin, n'est attestée par aucun autre texte, même si ce n'est pas surprenant, les archives de la cathédrale ne conservant aucun diplôme ducal antérieur à Henri Ier.
Guillaume Flaitel, évêque d'Évreux (1046-1066), commence les travaux de reconstruction de la cathédrale. Baudouin poursuit les travaux. Elle est terminée sous l'évêque Gilbert II de la Grue (1070-1113) et consacrée à la Vierge en 1077 par l'archevêque de Rouen, Jean d'Ivry. Quelques vestiges de cet édifice ont été mis au jour en 1892 lors de la réfection du pavage et l'abaissement du niveau du sanctuaire. Il s'agit d'un mur en hémicycle et d'une absidiole axiale.

### Une nouvelle cathédrale refaite
En 1119, la ville et la cathédrale sont incendiées. Le roi d’Angleterre et duc de Normandie Henri Ier, qui assiège la cité pour la reprendre à Amaury de Montfort, vassal du roi de France, a demandé et reçu l’accord de l'évêque d'Évreux, son chapelain et conseiller Audin, pour y mettre le feu. Évreux redevient normande et le pape Calixte II, au concile de Reims, oblige le roi d'Angleterre à reconstruire la cathédrale avec ses deniers, sous peine d'excommunication.
Le pape Honoré II confirme en 1126 les donations du roi et de l'évêque et les absout. La reconstruction commence la même année, mais n'est pas terminée à la mort d'Audin en 1139. Son achèvement aurait eu lieu vers 1160, en s'appuyant sur une charte de Simon de Montfort faisant référence à des donations pour la couverture. Robert de Torigni estime que la cathédrale reconstruite « surpassait en beauté presque toutes les églises de la Neustrie ». En 1180, le comte de Meulan, Robert II (v. 1142-1204) fait un don à la cathédrale pour l'entretien d'une lampe sur la tombe de son oncle Simon comte d'Évreux.
D'après les fouilles réalisées en 1838 par Théodose Bonnin puis en 1895, le chœur était constitué d'une travée droite de plan carré et d'une abside percée de cinq ouvertures. La base des piliers à l'entrée de l'abside présente un dosseret, ce qui permet d'affirmer la présence d'une voûte d'ogives. Le plan au sol du transept a été conservé. La partie basse des murs a juste été rhabillée.
La nef, quant à elle, a en partie été conservée. Il nous reste aujourd'hui les grandes arcades et une travée d'arcades aveugles entrecroisées et décorées. Cette travée aveugle, qui n'est pas un triforium, se trouve sous les tours occidentales. Les fenêtres hautes ont, pour leur part, complètement disparu.

### La cathédrale gothique
À la suite du massacre de trois cents chevaliers français en 1195 à Évreux par Jean sans Terre, Philippe Auguste assiège la ville et la brûle. Reprise par Richard Cœur de Lion, Philippe Auguste la brûle à nouveau en 1198. Le 22 mai 1199, Évreux est rattachée au domaine du roi de France. L'absence de voies de communication et le peu de finance dont dispose le chapitre de la cathédrale empêchent un relèvement rapide. Pour favoriser la reconstruction de l'édifice, le pape Innocent III accorde une indulgence à l'évêque Robert de Roye (1201-1203). Toutefois, les travaux de restauration ne commencent qu'à partir de 1220.
Les grandes arcades de la nef, épargnées par le feu, sont conservées. Des travaux sur le triforium ont lieu vers 1225-1230, dans un style gothique rayonnant. Gautier de Varinfroy est attesté comme maître-d'œuvre de la cathédrale d'Évreux dans son acte d'engagement par le chapitre de la cathédrale de Meaux en octobre 1253. Il a vraisemblablement participé à l'achèvement de la nef (triforium et fenêtres hautes) et joué un rôle décisif dans la reconstruction du chevet, en définissant le projet architectural d'un chevet à déambulatoire et chapelles rayonnantes, en plan et en élévation.
Les travaux sont toujours en cours lors de la consécration de Raoul de Grosparmy le 19 octobre 1259 dans l'abbatiale Saint-Taurin. Il fonde en 1264 « la chapelle Notre-Dame derrière le chœur de la cathédrale ». Le chœur paraît achevé avant la mort de Mathieu des Essarts en 1310, puisqu'il réalise des vitraux dans la deuxième chapelle nord du chœur, au-dessus de son tombeau déjà préparé. Les chapelles des bas-côtés, cinq de chaque côté, sont ajoutées entre les culées des arcs-boutants à la fin du XIIIe et début du XIVe siècle.
À la suite de l'incendie de la cathédrale, causé par le roi Jean le Bon, pendant la guerre de Cent Ans, Nicolle Le Féron se charge des réparations à partir de juin 1356. Après un nouvel incendie de la ville en 1378 par Charles VII, il faut attendre 1441 pour commencer les travaux de reconstruction. Jéhan Le Roy dirige les travaux de 1442 à 1455, soutenu par l'évêque Guillaume de Flocques, fils du bailli et libérateur de la ville.
Par lettres patentes, le roi Louis XI confirme à nouveau sa protection royale en 1482.
La façade flamboyante du transept nord, conçue par Jehan Cossart, conclut magistralement, au XVIe siècle, l'édification de ce volume transversal. La Renaissance, tardivement introduite, nous a légué le portail de la façade occidentale, logé sous la grande rosace. La manière française triomphe sur les tours dissemblables qui l'encadrent.
Menés par François Galopin, les travaux scellent, au début du XVIIe siècle, l'achèvement de l'église. À l'habillage classique relevant le côté sud, succède, au nord, une superposition de supports bagués, dans l'esprit de Philibert Delorme.

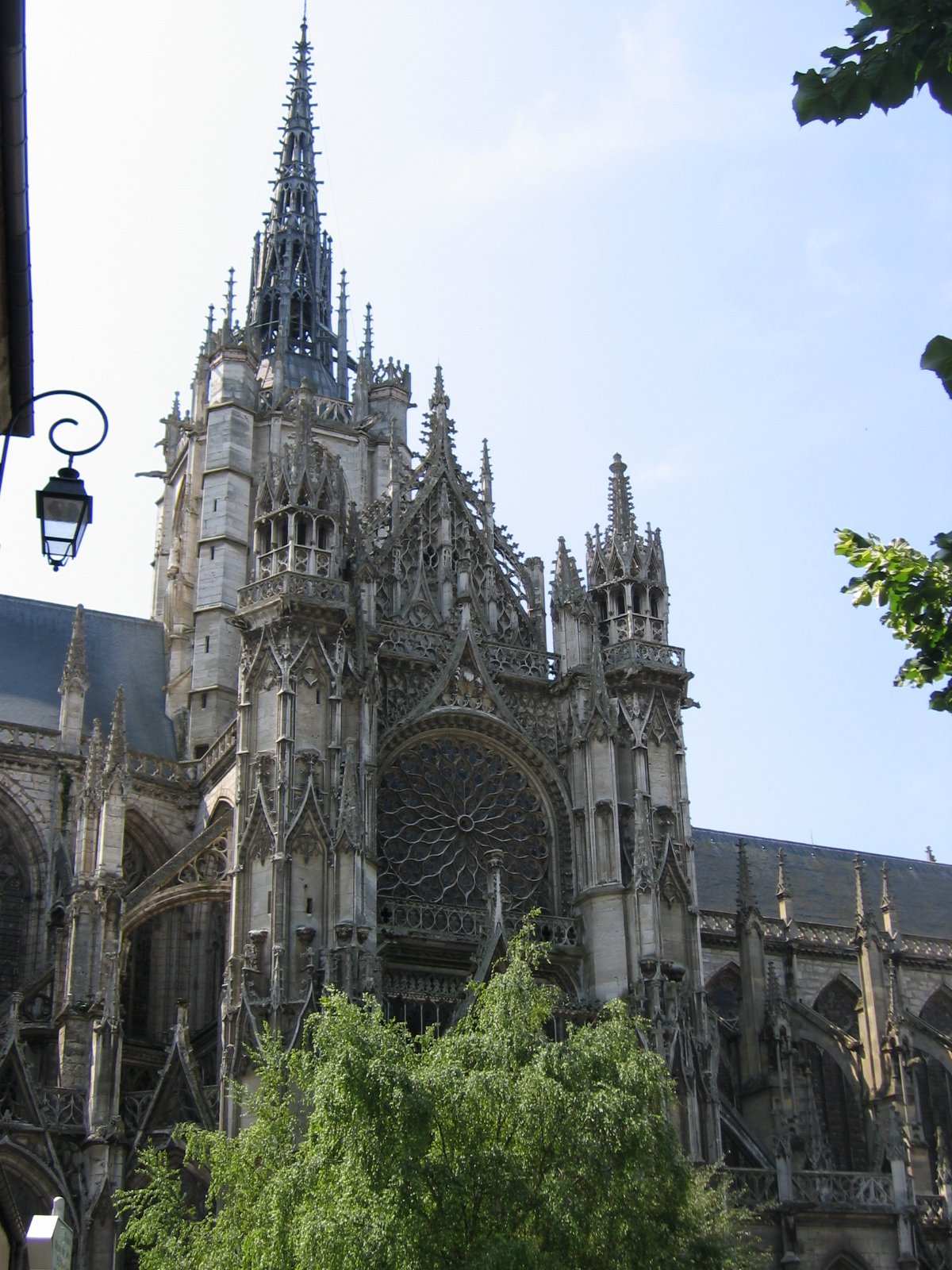
Tour-lanterne et façade du transept, avant la récente restauration.
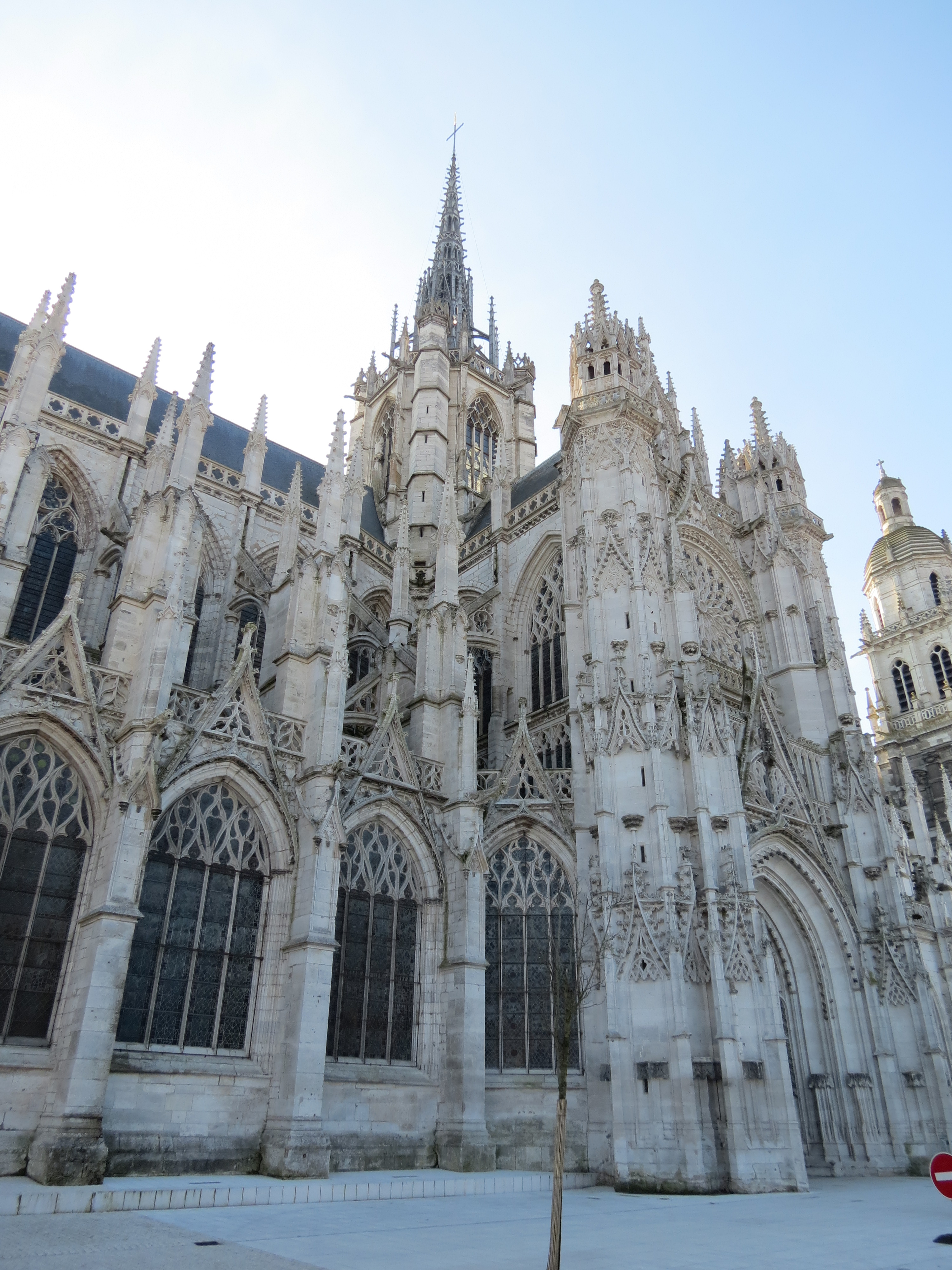
La cathédrale restaurée révèle la blancheur de la craie dont elle est construite.
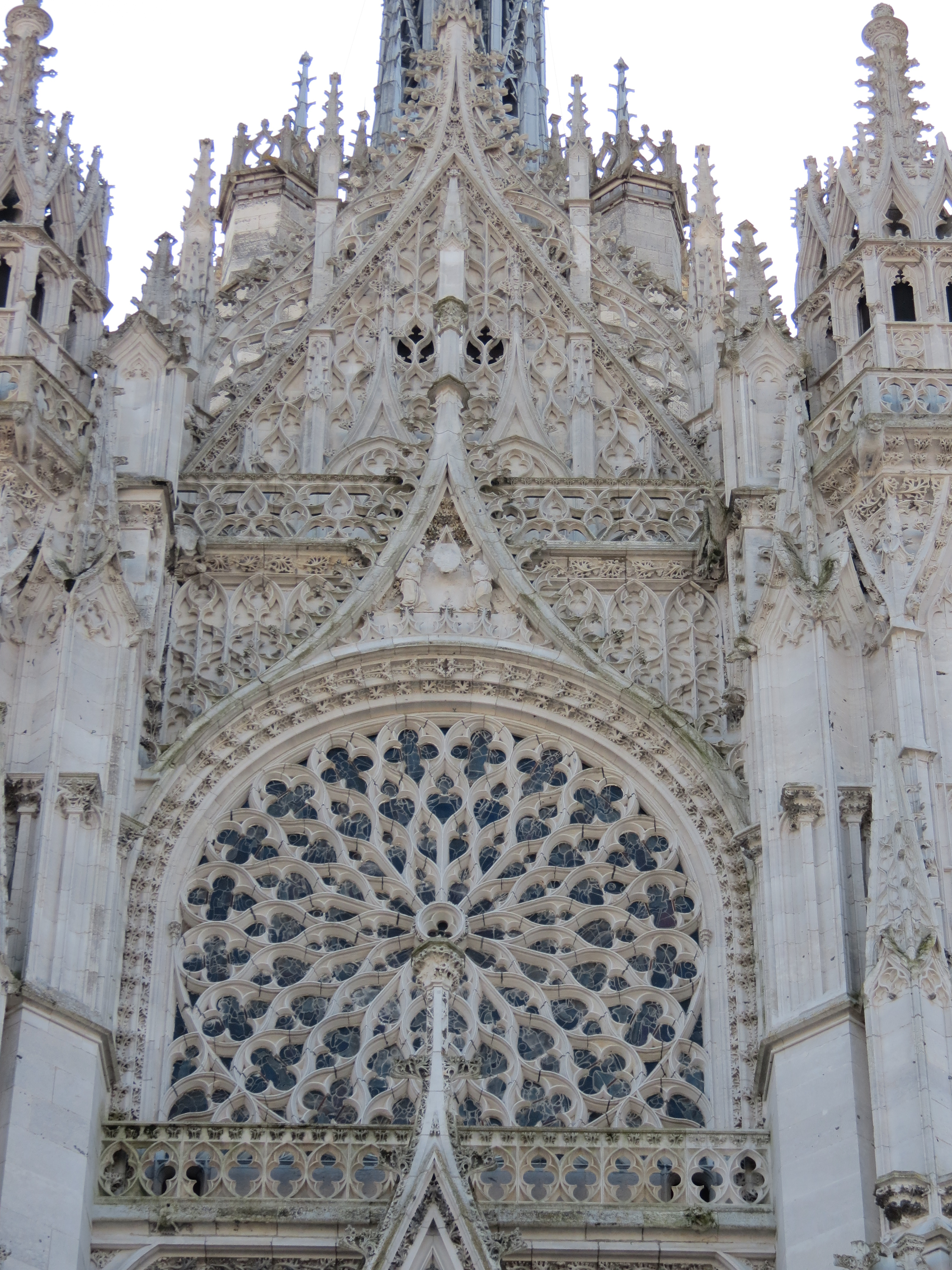
Façade nord du transept. La décoration extérieure, aussi exubérante que délicate, relève du gothique flamboyant.
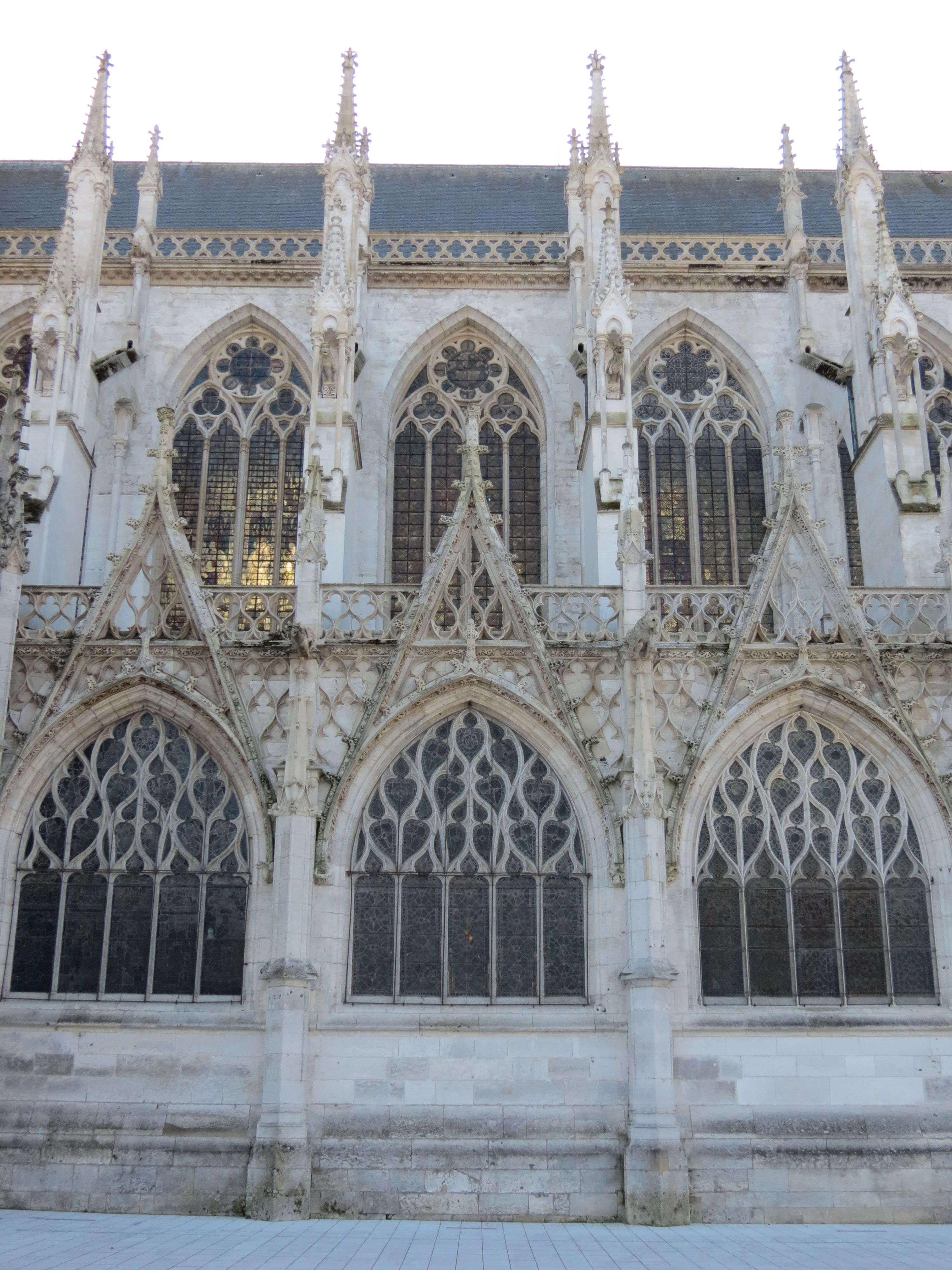
Fenêtres hautes de la nef en gothique rayonnant, et bas-côtés en gothique flamboyant.
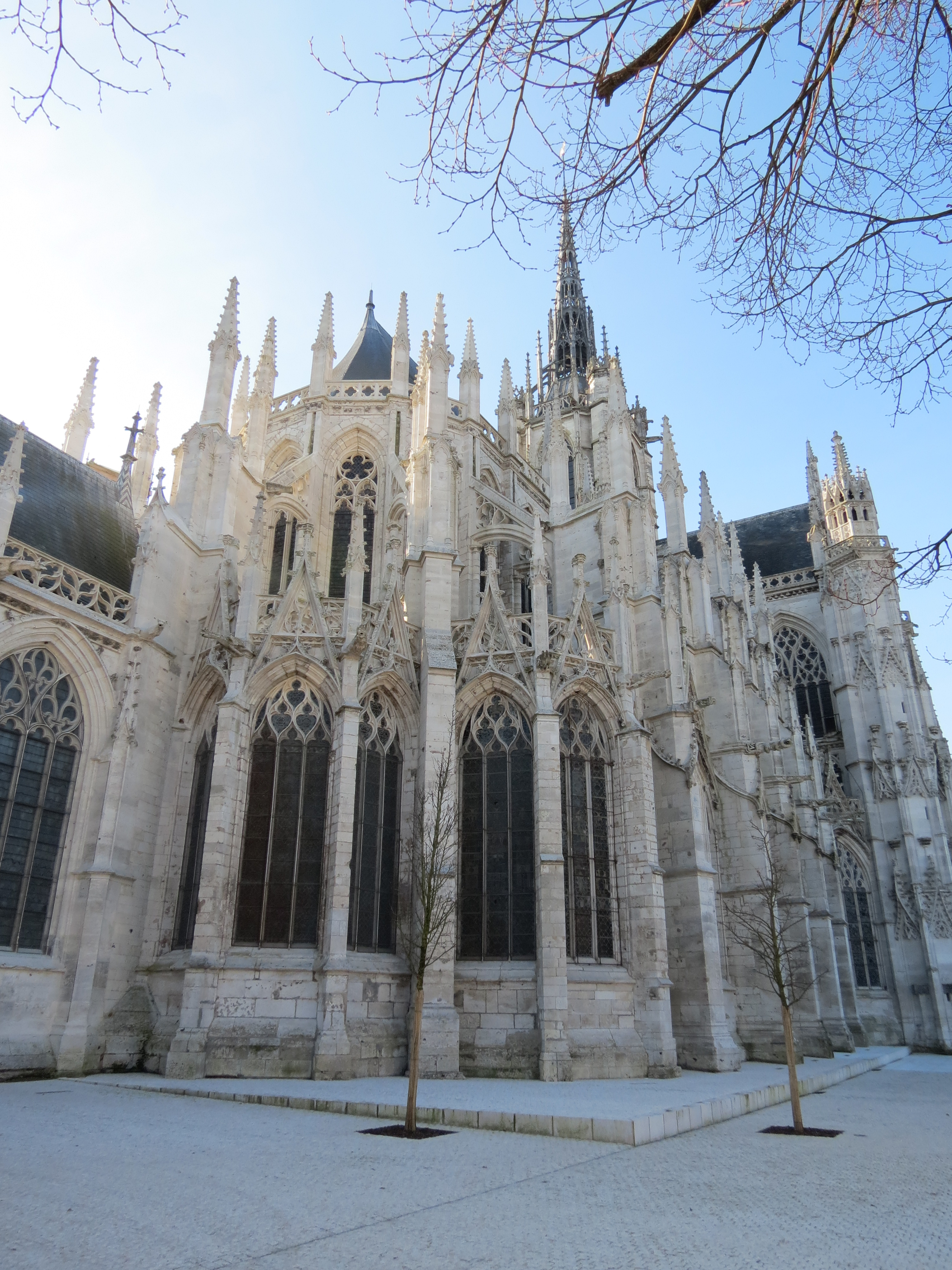
Le chevet.
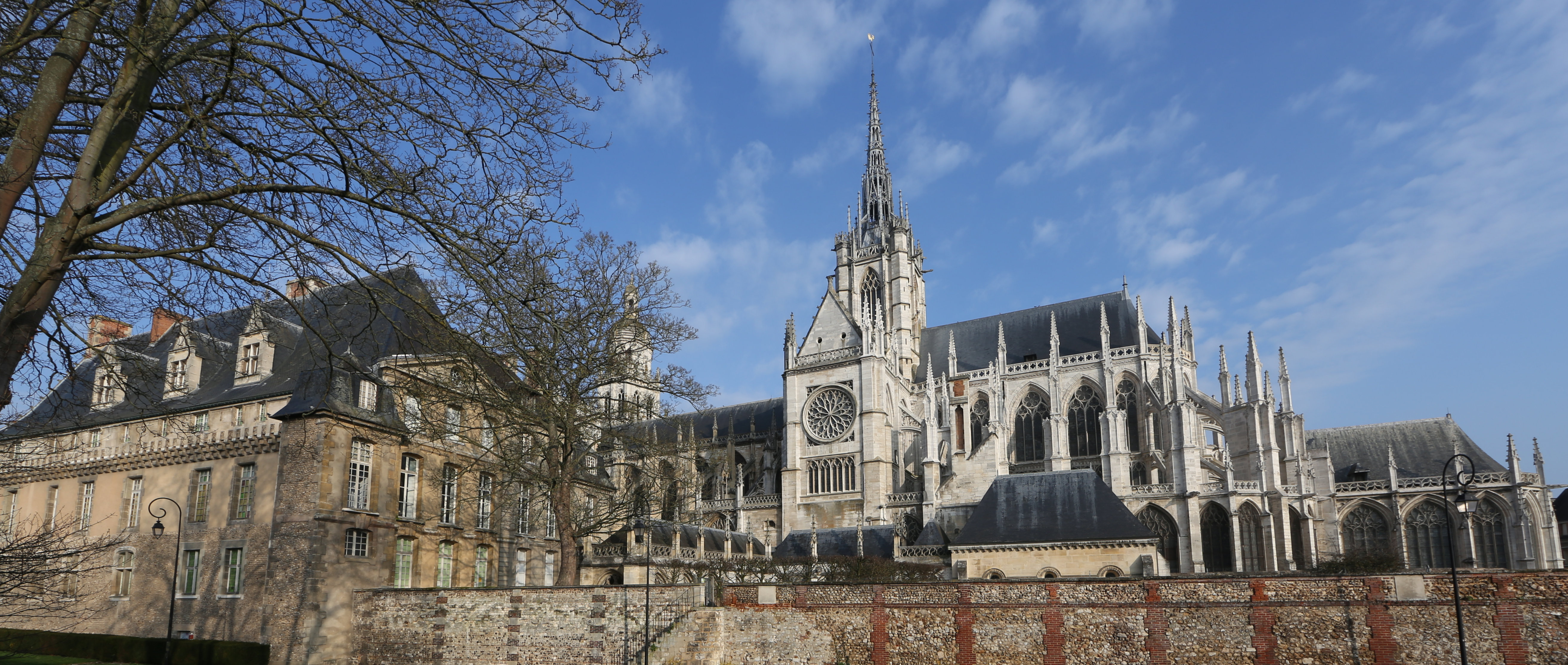
Vue panoramique de la cathédrale Notre-Dame d'Evreux.

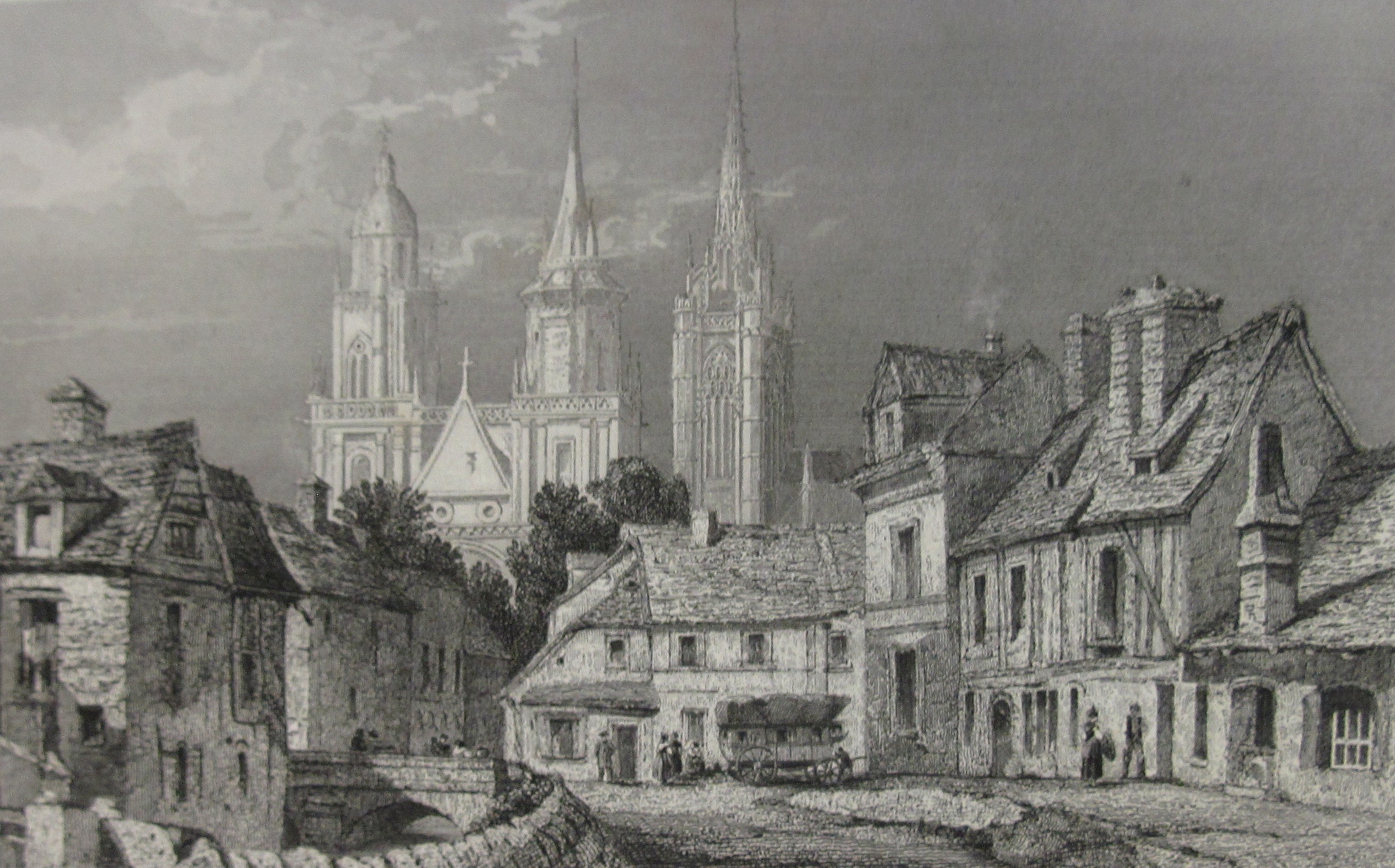
Vue de la cathédrale dans
La Normandie par Jules Janin.

### De la Révolution à nos jours
Promise à la vente pour être démolie, la cathédrale subit des destructions pendant la Révolution française : le décor du tympan disparaît ; les 56 statues du XVIe siècle qui surmontent le portail nord sont cassées et servent de fondation à un pont.
La cathédrale fortement restaurée au XIXe siècle par Denis Darcy, architecte diocésain, sous la direction de Viollet-le-Duc, a souffert des bombardements d'Évreux le 9 juin 1940.
Des travaux de réfection, achevés en 1973, ont redonné à l'édifice son lustre d'antan et son vigoureux « clocher d'argent », haute flèche coiffant la tour-lanterne du transept qui le domine depuis le Moyen Âge.

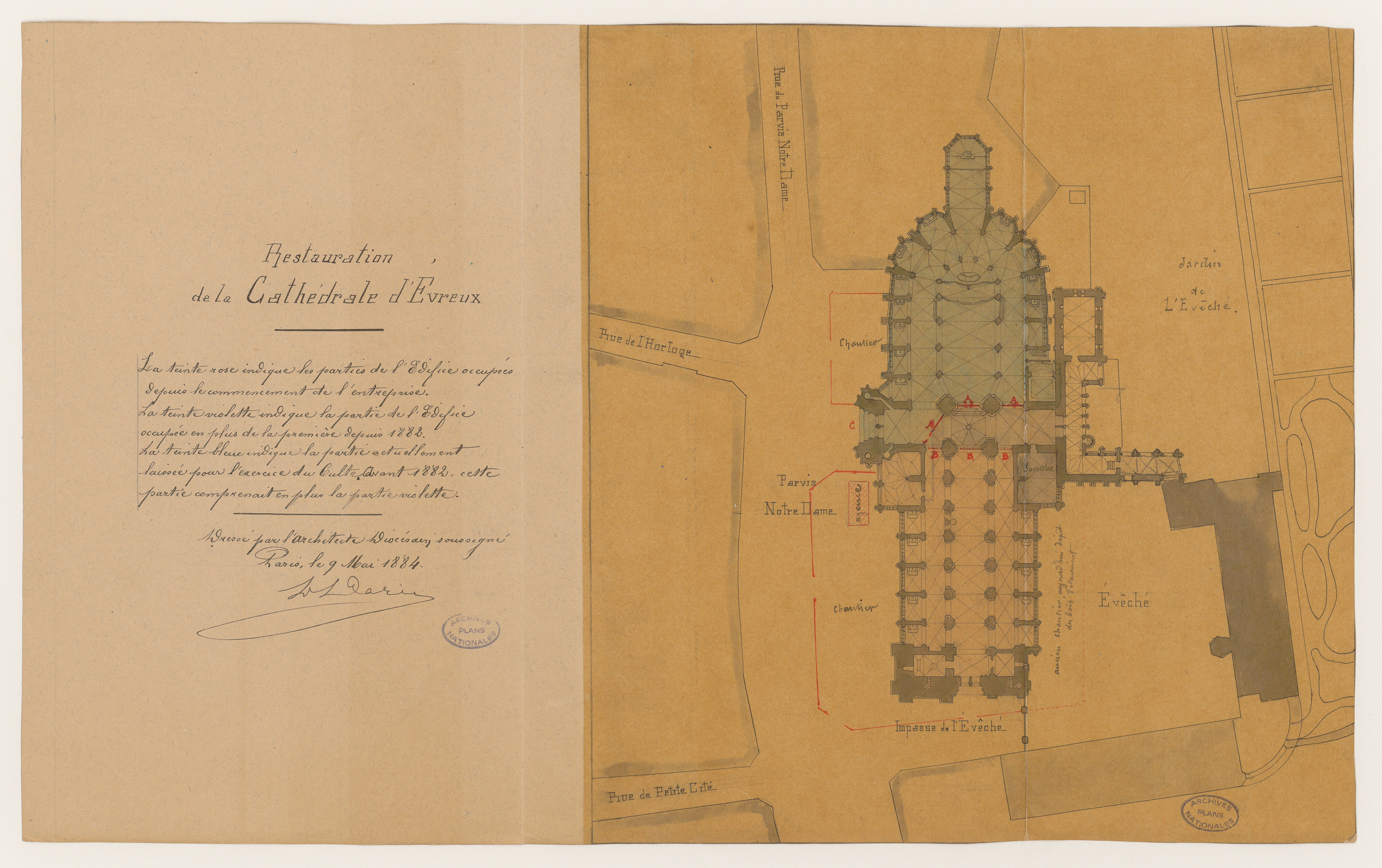
Plan de la cathédrale par D. Darcy (1884).
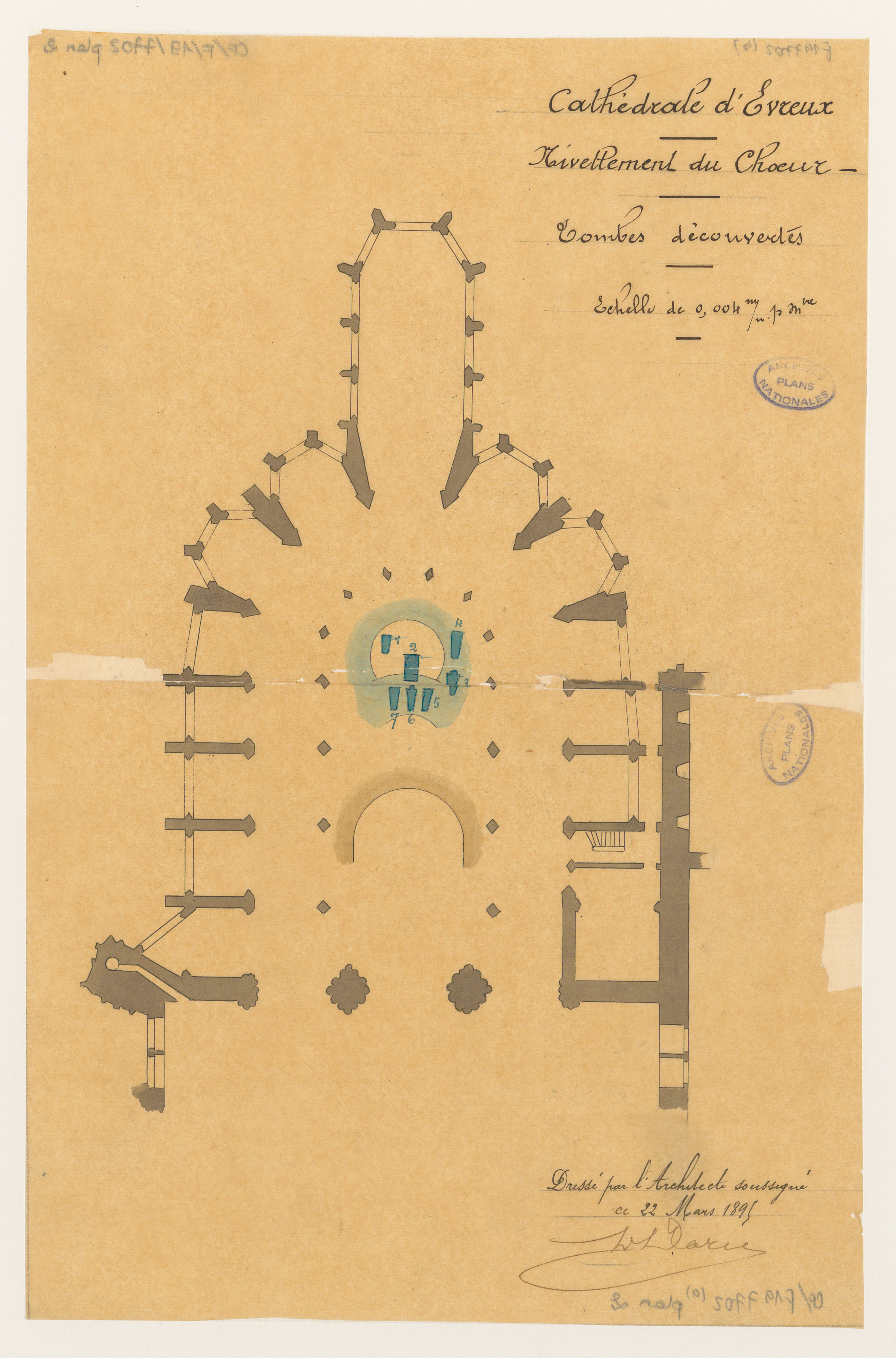
Nivellement du chœur. Tombes découvertes. Plan par D. Darcy (1895).

## Protection
La cathédrale est classée au titre des monuments historiques par la liste de 1862. L'ancien évêché et ses dépendances, actuel musée d'Évreux, sont classés par arrêté du 23 octobre 1907.

## Dimensions
| Longueur totale hors œuvre                   | 108,87 m |
| Longueur de la nef                           | 43,47 m  |
| Largeur de la nef (d'axe en axe des piliers) | 8,82 m   |
| Largeur des bas-côtés                        | 4,70 m   |
| Hauteur sous voûte de la nef                 | 21,75 m  |
| Longueur du transept                         | 31,50 m  |
| Largeur du transept                          | 7 m      |
| Hauteur sous voûte du transept               | 22,21 m  |
| Hauteur sous la lanterne                     | 45 m     |
| Hauteur de la flèche                         | 78,15 m  |
| Longueur du chœur                            | 27,50 m  |
| Largeur du chœur                             | 11,50 m  |
| Largeur des bas-côtés du chœur               | 4,95 m   |
| Hauteur sous voûte du chœur                  | 24,10 m  |

## Matériaux de construction
La cathédrale est entièrement construite en craie, une roche calcaire blanche, tendre et au grain très fin, très caractéristique des terrains du Crétacé de la région. Deux types de craies ont été utilisées : une craie issue des carrières locales et datant du Santonien (-85 Ma), et une craie de meilleure qualité datant du Coniacien (-88 Ma) issue des carrières du val de Seine dans les environs de Vernon (connue sous le nom de « pierre de Vernon »).

## Description

### Les tours

#### La tour nord
La tour nord est dotée d'un beffroi légèrement en retrait. Il abrite les cloches.

#### La tour sud
La tour sud était dotée d'un clocher octogonal avec une charpente en bois. Il ne fut pas reconstruit après l'incendie de juin 1940.

#### La tour-lanterne

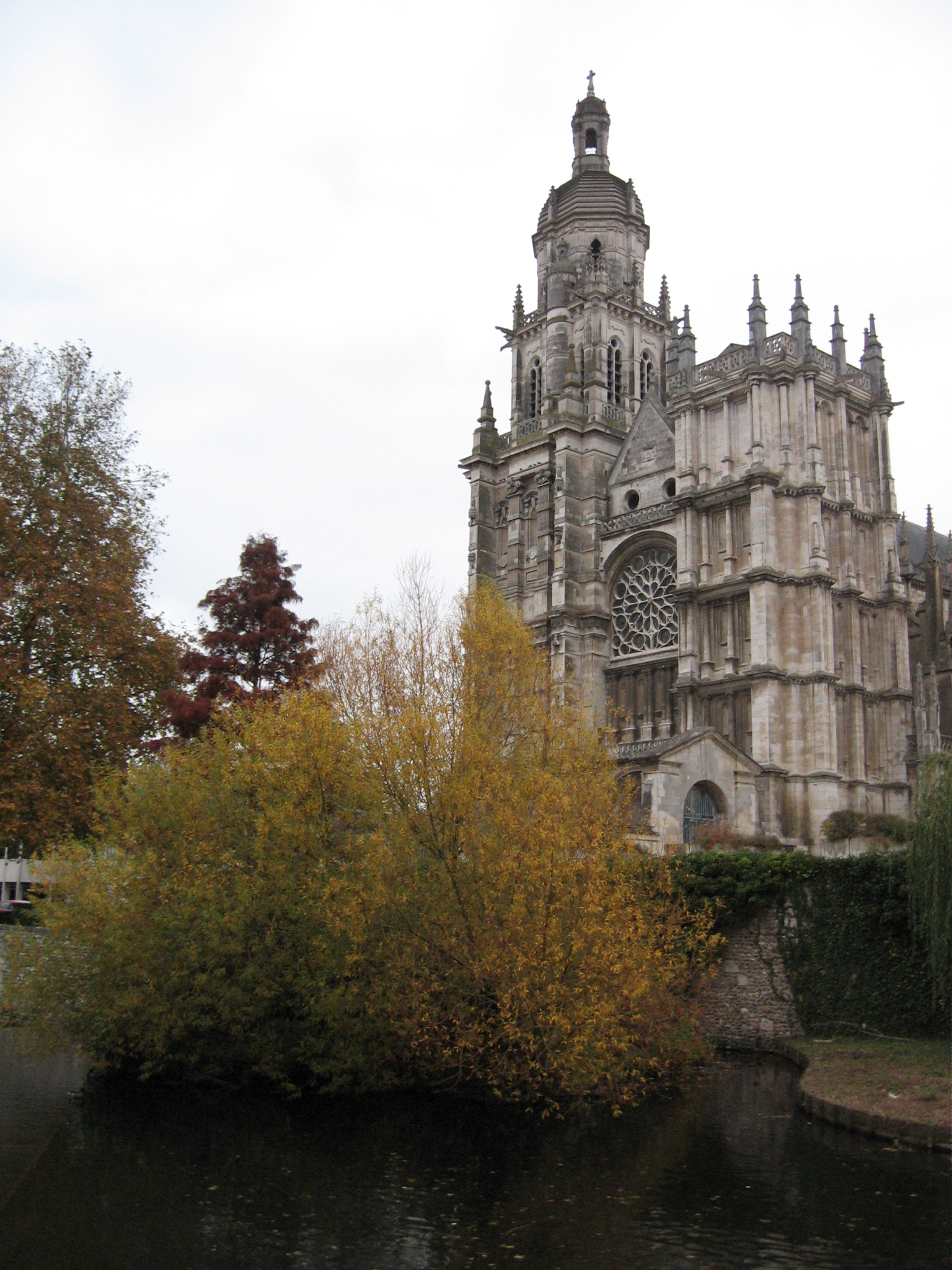
Les tours nord et sud.
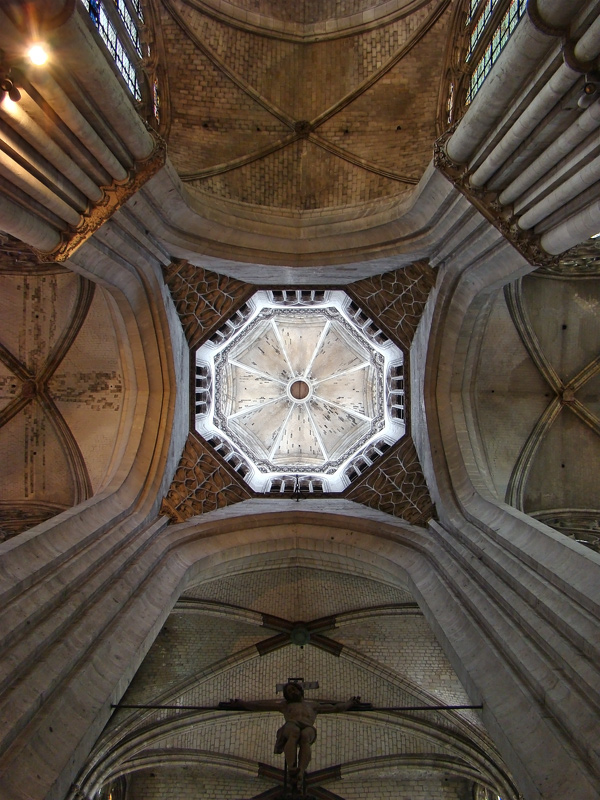
La tour-lanterne vue de l'intérieur.
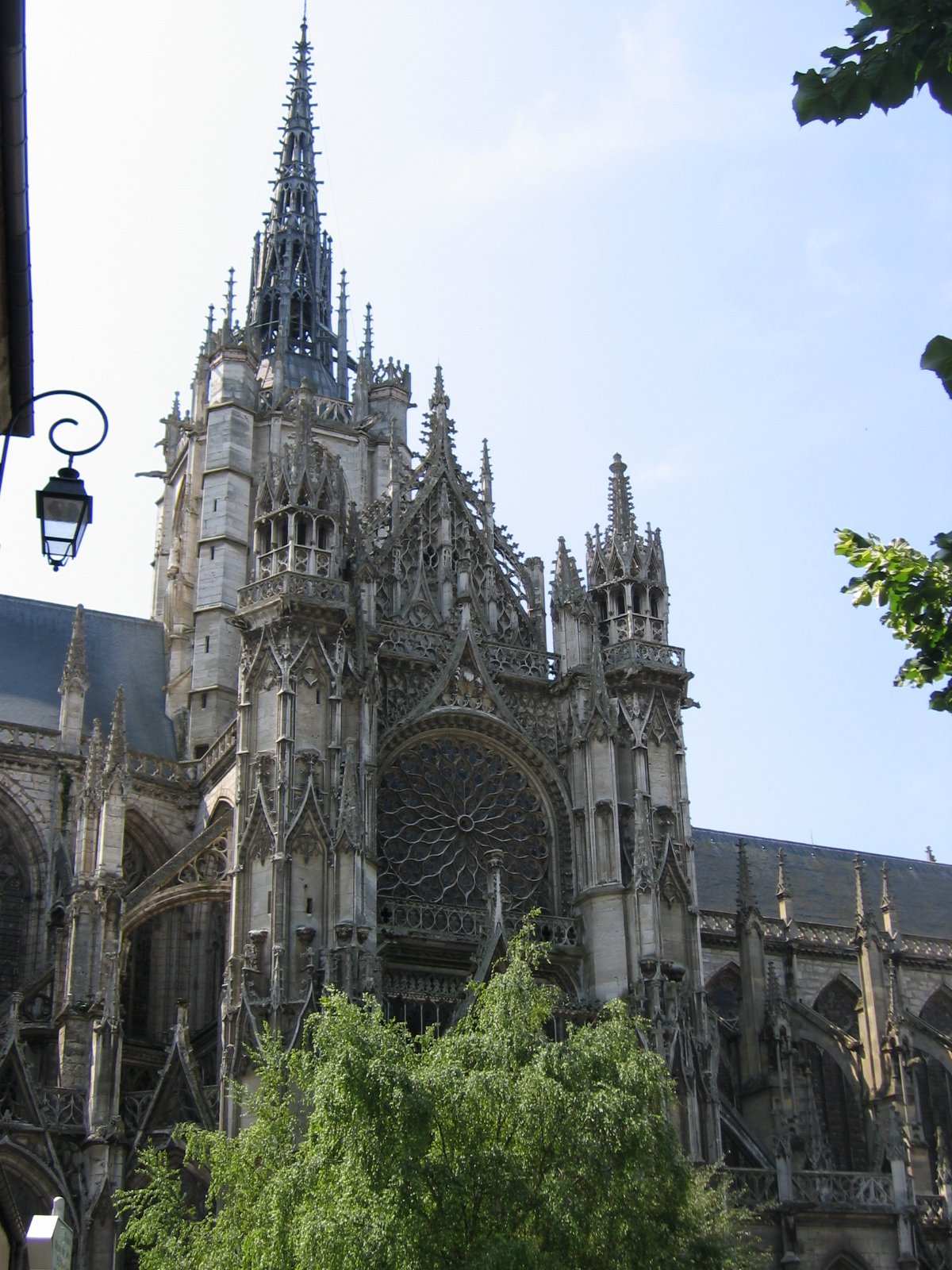
La tour-lanterne, surmontée d'une flèche.

### Les cloches
Les cinq cloches de la cathédrale se situent dans la tour nord. Elles ont été fondues en 1967 par la fonderie Cornille-Havard de Villedieu-les-Poêles,
Le Bourdon a été inauguré le 25 mars 1968 par le préfet Roger Richardot. La sonnerie est composée de :
| Nom                                | Masse                 | Diamètre à la base | Note  | Parrains et Marraines | Dédicace | Tour | Année | Fondeur                  | Illustration |
| ---------------------------------- | --------------------- | ------------------ | ----- | --------------------- | --- | ---- | ----- | ------------------------ | ------------ |
| Marie (bourdon)                    | 6 000 kg              | 204,1 cm           | sol 2 | Roger Richardot       | « EN 1386 BAPTISEE / MARIE / POUR LES RELIGIEUX DU PARC D'HARCOURT / JE VINS ICI EN L'ANNEE 1791 / MEURTRIE EN 1940 / MON AME A NOUVEAU ENTIERE CHANTA EN 1967 / POUR LA GLOIRE DE LA MERE DE DIEU / ET LA RESURRECTION DE LA CITE | Nord | 1967  | Fonderie Cornille-Havard |              |
| Pierre (bourdon)                   | 3 450 kg              | 181 cm             | la 2  |                       | | Nord | 1967  | Fonderie Cornille-Havard |              |
| Taurin                             | 2 120 kg              | 150 cm             | do 3  |                       | TAURIN/ JE SUIS DU NOM DU SAINT | Nord | 1967  | Fonderie Cornille-Havard |              |
| Marie-Madeleine (cloche du Pardon) | 1 520 kg              | 140 cm             | ré 3  |                       | MARIE-MADELEINE/JE SUIS DE PAR LE SOUHAIT DE MES PARRAINS ET MARRAINE/ARTHUR MARIE ET MADELEINE VIGNY | Nord | 1967  | Fonderie Cornille-Havard |              |
| Gabriel (cloche de l'Angélus)      | 1 005 kg              | 120,6 cm           | mi 3  |                       | JE SUIS GABRIEL/ MESSAGER DE LA BONNE NOUVELLE | Nord | 1967  | Fonderie Cornille-Havard |              |
| Total                              | Masse : 14,095 tonnes |                    |       |                       | |      |       |                          |              |

### La nef

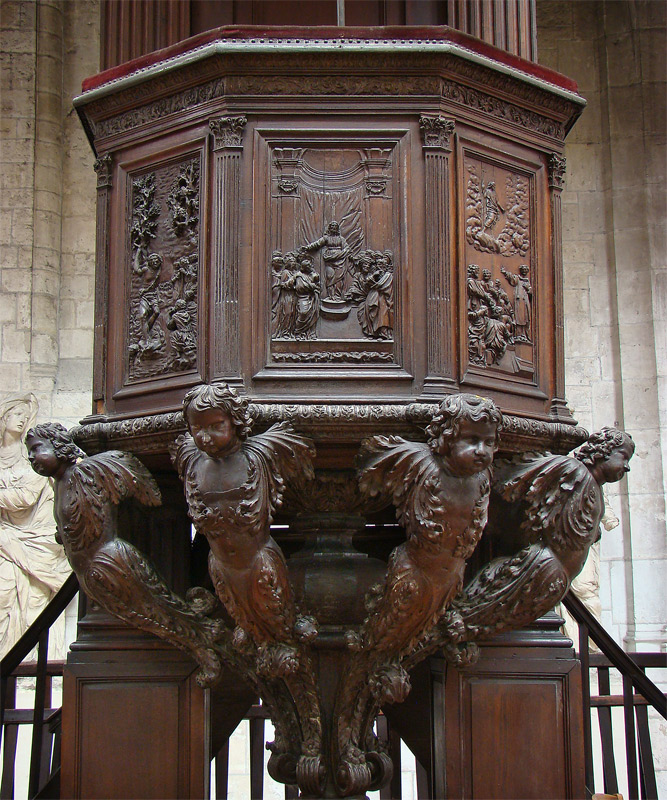
La chaire.

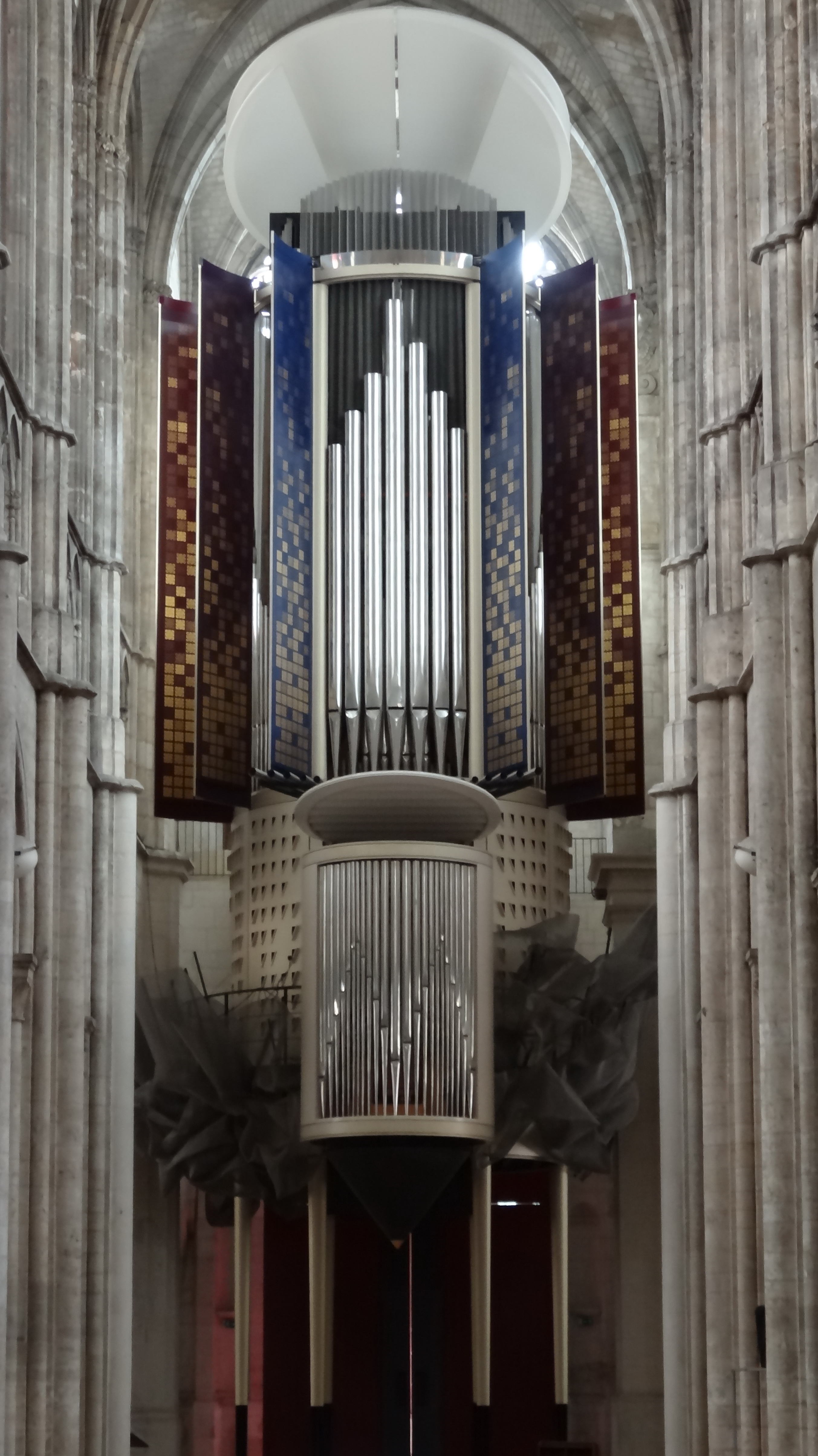
L'orgue moderne.

La nef, rehaussée sur ses grandes arcades romanes par Gauthier de Varinfoy, contraste avec le chœur gothique rayonnant, accolé à partir de 1260. De remarquables vitraux rehaussent l'espace.
La chaire, installée en 1811, provient de l'abbaye du Bec Hellouin. Elle a été sculptée en 1675 par Guillaume de La Tremblaye.

### L'orgue

#### Historique
Un premier orgue, don de l'évêque Gabriel Le Veneur de Tillières, fut installé dans la cathédrale en 1549.
Au XVIIIe siècle, une réfection complète est assurée par le célèbre facteur Jean-Baptiste Nicolas Lefebvre.
Le 11 juin 1940, un incendie consécutif aux bombardements de la Seconde Guerre mondiale détruit complètement ce qui restait de l'instrument, partiellement démantelé en 1874.
En 1974, soit après une pause musicale de cent ans, les autorités cléricales et l'invité titulaire Jean Guillou pouvaient s'enorgueillir de faire chanter un orgue de seconde main en provenance d'une église détruite de la ville hollandaise de Delft.
Le présent orgue a été construit en 2006 par la maison Quoirin. Après la bénédiction par monseigneur Nourrichard, une série de concerts inauguraux est donnée par Christophe Simon, Odile Jutten, François Ménissier, Jean-Pierre Leguay, Thierry Escaich, Pierre Pincemaille, André Isoir et Jean Pierre Lecaudey. Il possède 53 jeux, 4 claviers de 56 notes et pédalier de 32. il comporte environ 4 000 tuyaux.

#### Composition de l'orgue
| I. Positif dorsal | II. Grand-orgue | III. Récit expressif | IV. Bombarde | V. Pédalier                                                                                       |
| --- | --- | --- | --- | ------------------------------------------------------------------------------------------------- |
| Montre 8' Bourdon 8' Prestant 4' Flûte 4' Doublette 2' Nazard 2'2/3 Tierce 1'3/5 Larigot 1'1/3 Plein-jeu VIrgs Trompette 8' Cromorne 8' | Montre 16' Montre 8'* Prestant 4' Doublette 2' Montre 8' de do2 à sol5 Quinte 2'2/3 Fourniture IIIrgs Fourniture Vrgs Cymbale 3rgs Cymbale 2rgs Trompette 8' Trompette en chamade | Gambe 8' Voix céleste 8' Flûte harmonique 8' Flûte octaviante 4' Prestant 4' Octavin 2' Nazard 2'2/3 Tierce 1'3/5 Fourniture IIIrgs Basson 16' Trompette 8' Basson hautbois 8' Voix humaine 8' Clairon harmonique 4' | Bourdon 16' Bourdon 8' Gambe 8' Flûte harmonique 8' Flûte ouverte 4' Grosse tierce 3'1/5 Gros nazard 5'1/3 Cornet Vrgs Bombarde 16' Trompette 8' Clairon 4' | Flûte 16' Flûte 8' Prestant 4' Grosse quinte 10'2/3 Grosse tierce 6'2/5 Bombarde 32' (acoustique) |

Accouplements : III/I, I/II, III/II, IV/II
Tirasses : I/P, II/P, III/P, IV/P
Plenum, tutti, combinateur électronique machine barker
Traction mécanique des claviers, tirage électrique des jeux

### Musique
Louis Homet, maître de musique

### Les chapelles latérales

#### Chapelles du collatéral nord
Chapelles d'ouest en est.
- Chapelle Saint-André (ancienne chapelle des Saints-Apôtres).

Clôture Renaissance. Retable comprenant six panneaux peints du XVIIe siècle représentant les douze apôtres.
- Chapelle Saint-Nicolas.

Clôture Renaissance. Statue de Marie-Madeleine du XVIe siècle.
- Chapelle Saint-Sébastien.

Clôture Louis XIII. Autel en bois Louis XV avec retable du martyre de saint Sébastien.
- Chapelle Notre-Dame-du-Mont-Carmel.
- Chapelle Saint-Aquilin.

Clôture du XVIIe siècle. Statue de sainte Clothilde. Vitraux Renaissance représentant « le Massacre des Saints Innocents », saint Raymond de Peñafort, saint Léonard, saint Aquilin et saint Georges.

#### Chapelles du collatéral sud
Chapelles d'ouest en est.
- Chapelle de la Bonne Mort.

Clôture Louis XIV.
- Chapelle Sainte-Anne.

Clôture Louis XIV. Retable en bois sculpté du XVIIe siècle. Confessionnal Louis XIV
- Chapelle de l’Annonciation.

Clôture Louis XIII. Autel Louis XV.
- Chapelle des Saints-Anges.

Clôture Louis XIII. Plaque commémorative et pierre tombale de Henri-Marie Boudon († 1702), archidiacre d’Évreux.
- Chapelle des fonts baptismaux.

Clôture Renaissance. Fonts baptismaux en marbre de 1788.

### Le transept
Le transept, bâti après la réparation des sacs de la guerre de Cent Ans, offre une tour-lanterne à la croisée.

### Le chœur
De style gothique rayonnant, il est couvert d'ogives. Commencé vers 1260, après l'achèvement de la nef, le chœur semble bien avancé lorsque le chapitre cathédral décide, en 1263, que les défunts y seront enterrés. Le gros-œuvre et la décoration sont achevés avant 1310, date du décès de l'évêque Mathieu des Essarts.
Le chœur renferme des stalles réalisées en 1377 par Charles le Mauvais, grâce à son don de 200 francs or, en date du 17 juin 1377.

### Les chapelles rayonnantes
Au nombre de treize, elles sont fermées par des clôtures de bois sculptés du XVe au XVIIe siècle. À l'entrée du bas-côté sud de la nef, se trouve également un calvaire de terre cuite du XVIIIe siècle.
Chapelles nord (d'ouest en est) :
- La première chapelle nord contient un retable peint anonyme, du XVIIe siècle
- Chapelle des saints évêques d'Évreux : elle possède une clôture de la fin du XVe siècle de style gothique flamboyant. Un enfeu, vide aujourd'hui, contenait le gisant en cuivre de Mathieu des Essarts[5].
- Chapelle Saint-Louis et Jeanne-d'Arc
- Chapelle du Rosaire : clôture flamboyante et renaissante.

Chapelles sud (d'est en ouest) :

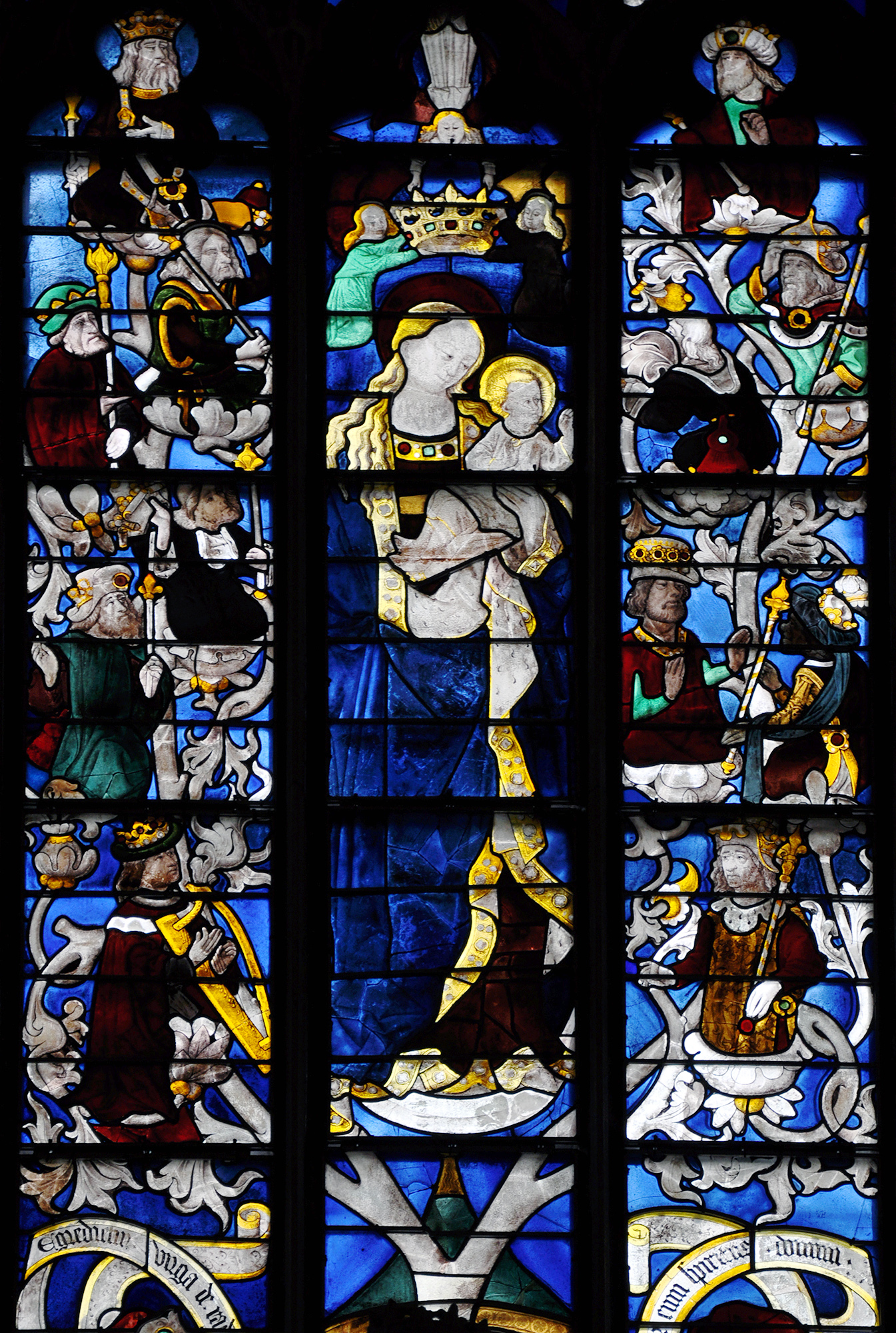
Vitrail représentant l'arbre de Jessé dans la chapelle absidiale.

- Chapelle Saint-Joseph : clôture du XVIe siècle.
- Chapelle de l'Immaculée Conception : clôture renaissance, donnée par la famille Les Postel des Minières.
- Chapelle Sainte-Catherine-et-Saint-Jean-Baptiste (surnommée au XVIe siècle la « chapelle des paresseux ») : clôture Renaissance

- Chapelle Notre-Dame de Liesse : elle contient la clef de voûte de l'ancienne église Notre-Dame de la Ronde.
- Chapelle du Trésor : elle dispose d'une armoire en chêne qui contenait jusqu'au 12 novembre 1792 le trésor de la cathédrale. Cette armoire, œuvre des huchiers d'Évreux, a été réalisée entre 1464 et 1467.

#### La chapelle de la Mère de Dieu
La chapelle absidiale dite de la Mère de Dieu fut construite entre 1461 et 1470 par l'évêque Jean de la Balue en 1465 en commémoration du sacre de Louis XI. On y trouve une Vierge à l'Enfant, statue de pierre polychrome, qui date du début du XVIe siècle, et un tableau de Gian Antonio Guardi, Le Christ apparaissant aux Pèlerins d’Emmaüs, déposé par la collégiale Notre-Dame des Andelys.

#### Les vitraux
Démontés pendant la Seconde Guerre mondiale, ils sont entreposés à Niort. Ils seront restaurés à partir de 1953 par Jean-Jacques Gruber.
Le 19 août 1983, un orage de grêle détruit les verrières du chœur et du transept sud.

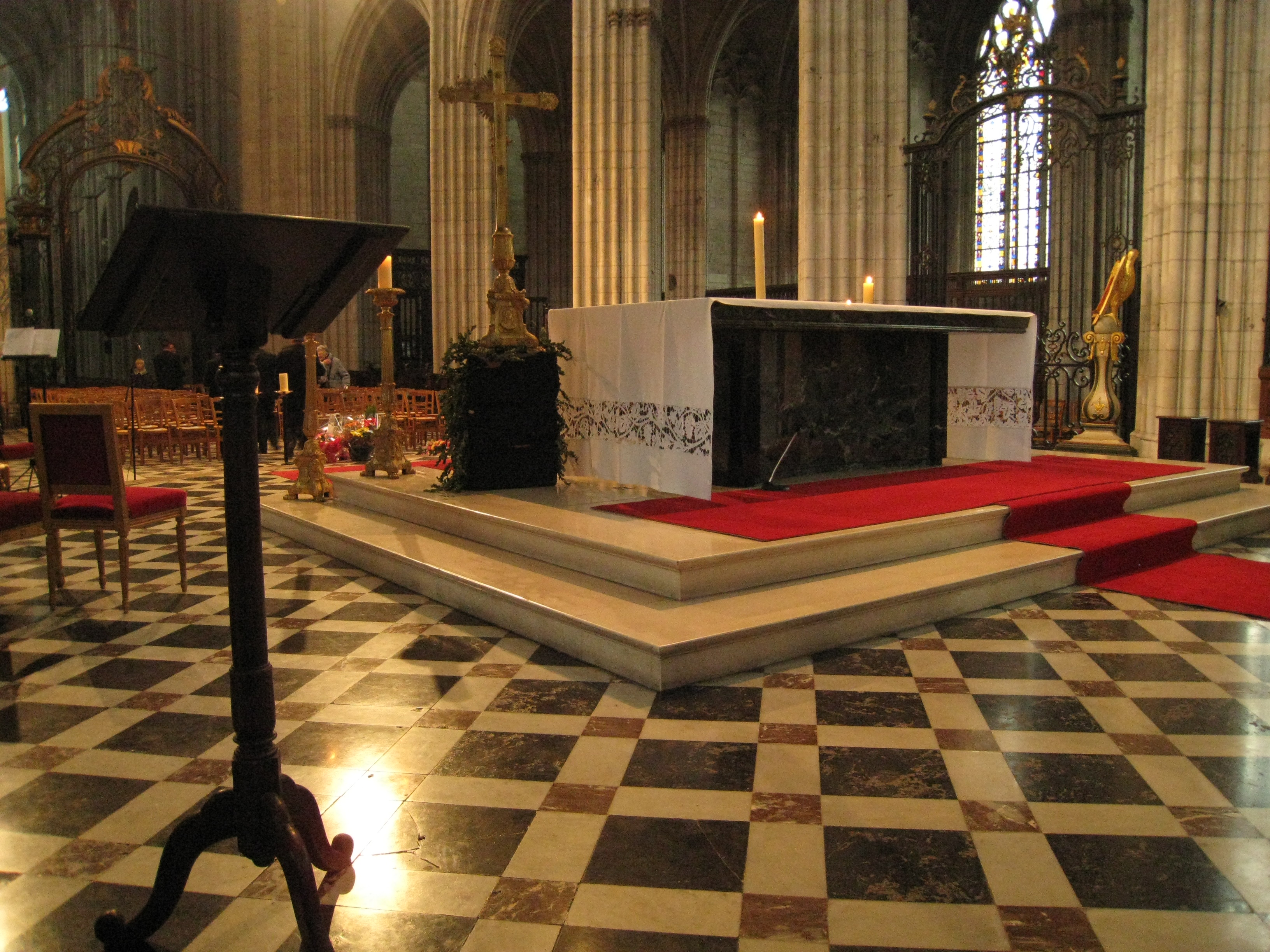
Autel de la cathédrale.
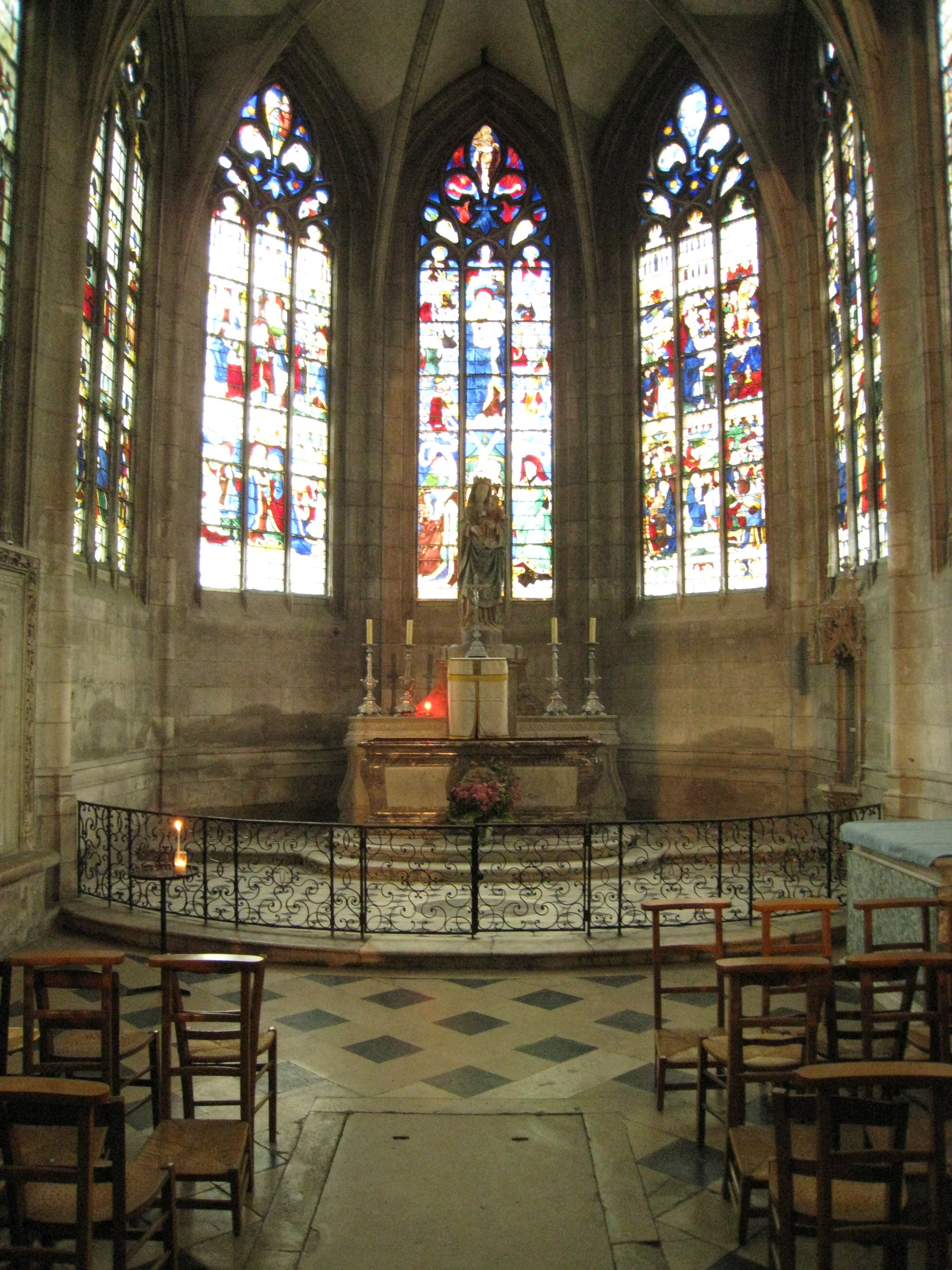
Chapelle absidiale dite de la Mère de Dieu.
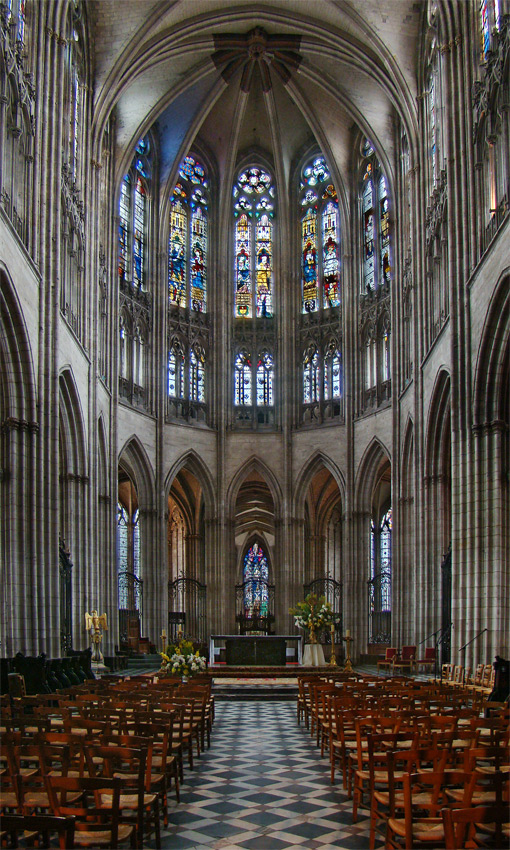
Le chœur gothique.
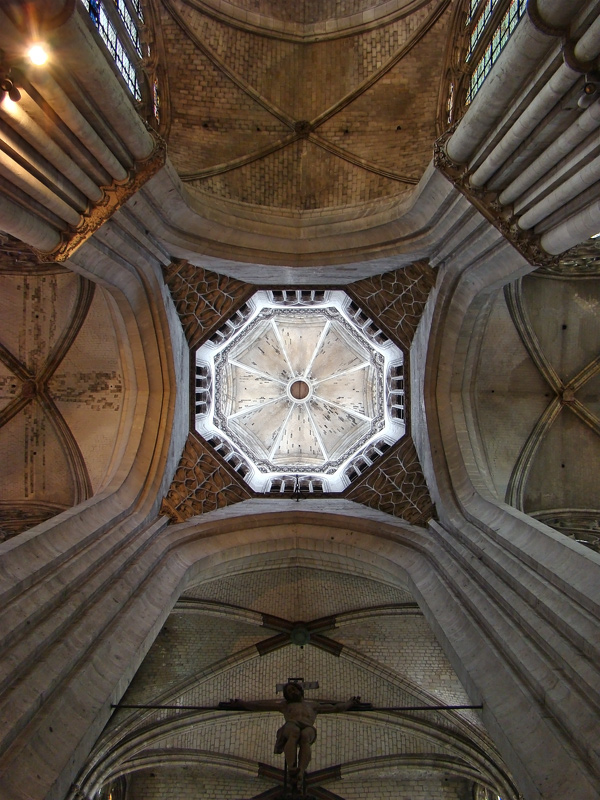
La tour-lanterne.
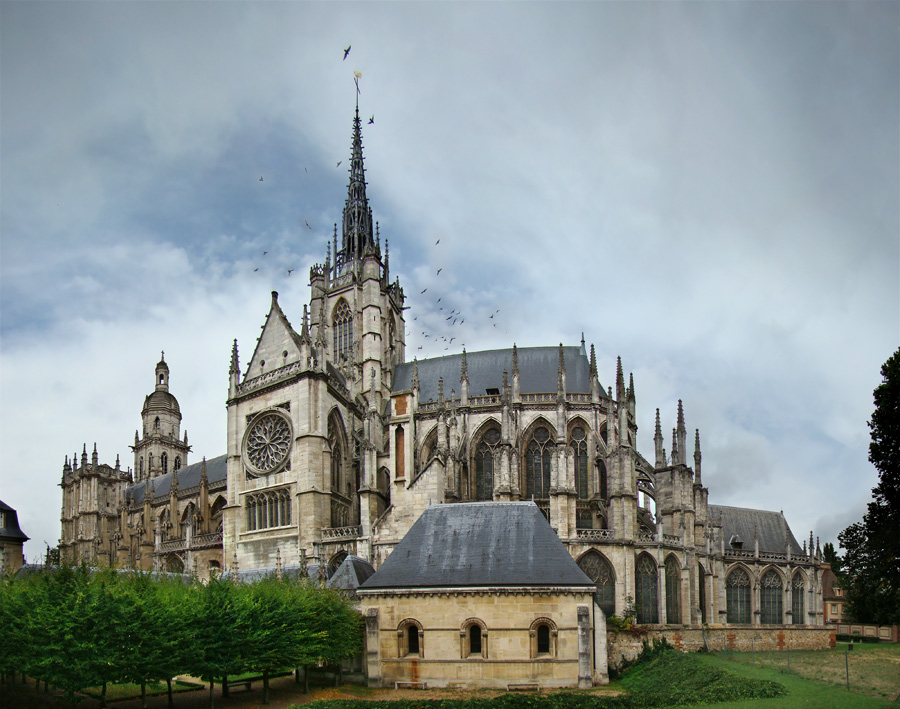
Vue d'ensemble.
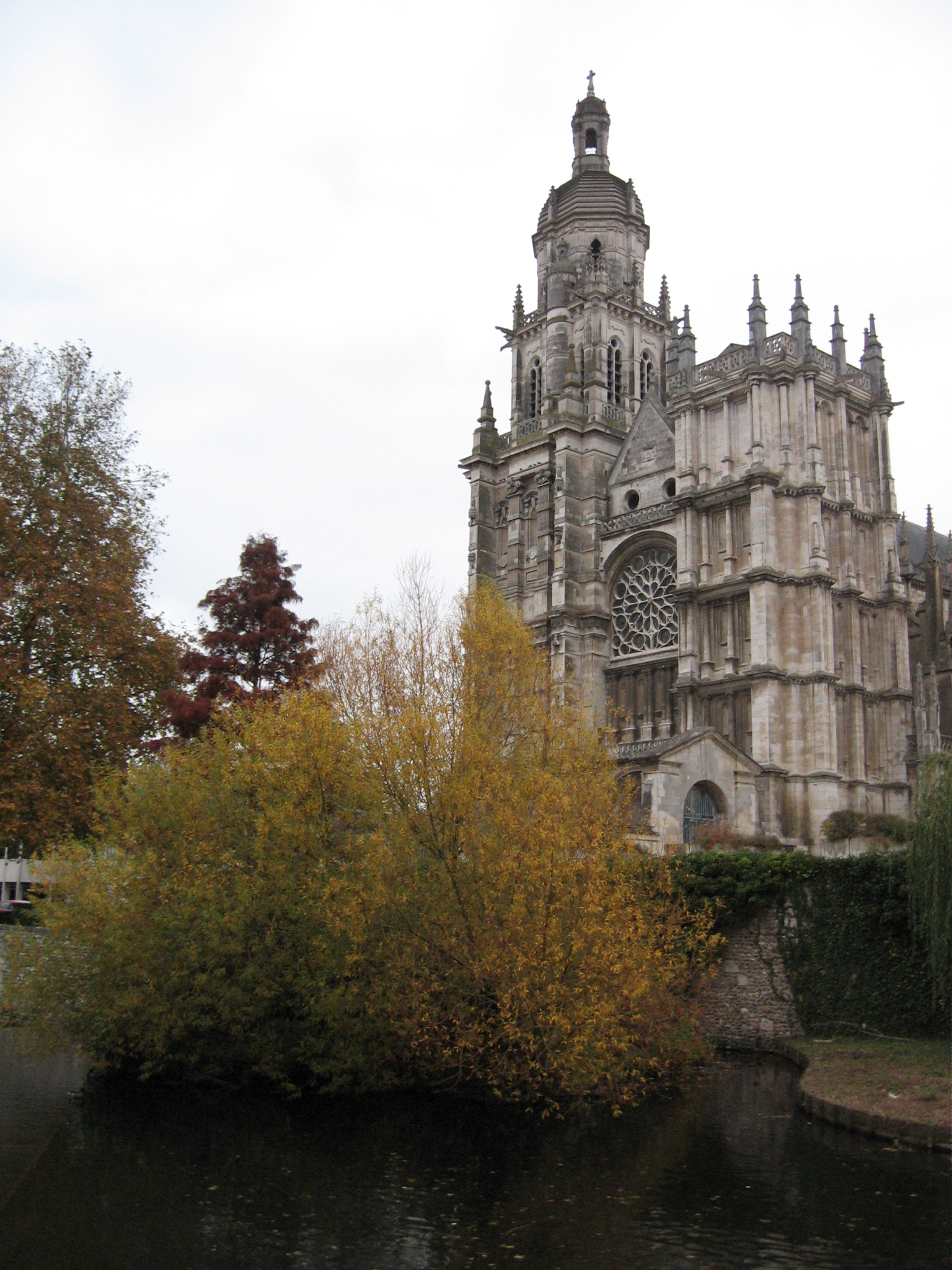
La cathédrale vue des bords de l'Iton.
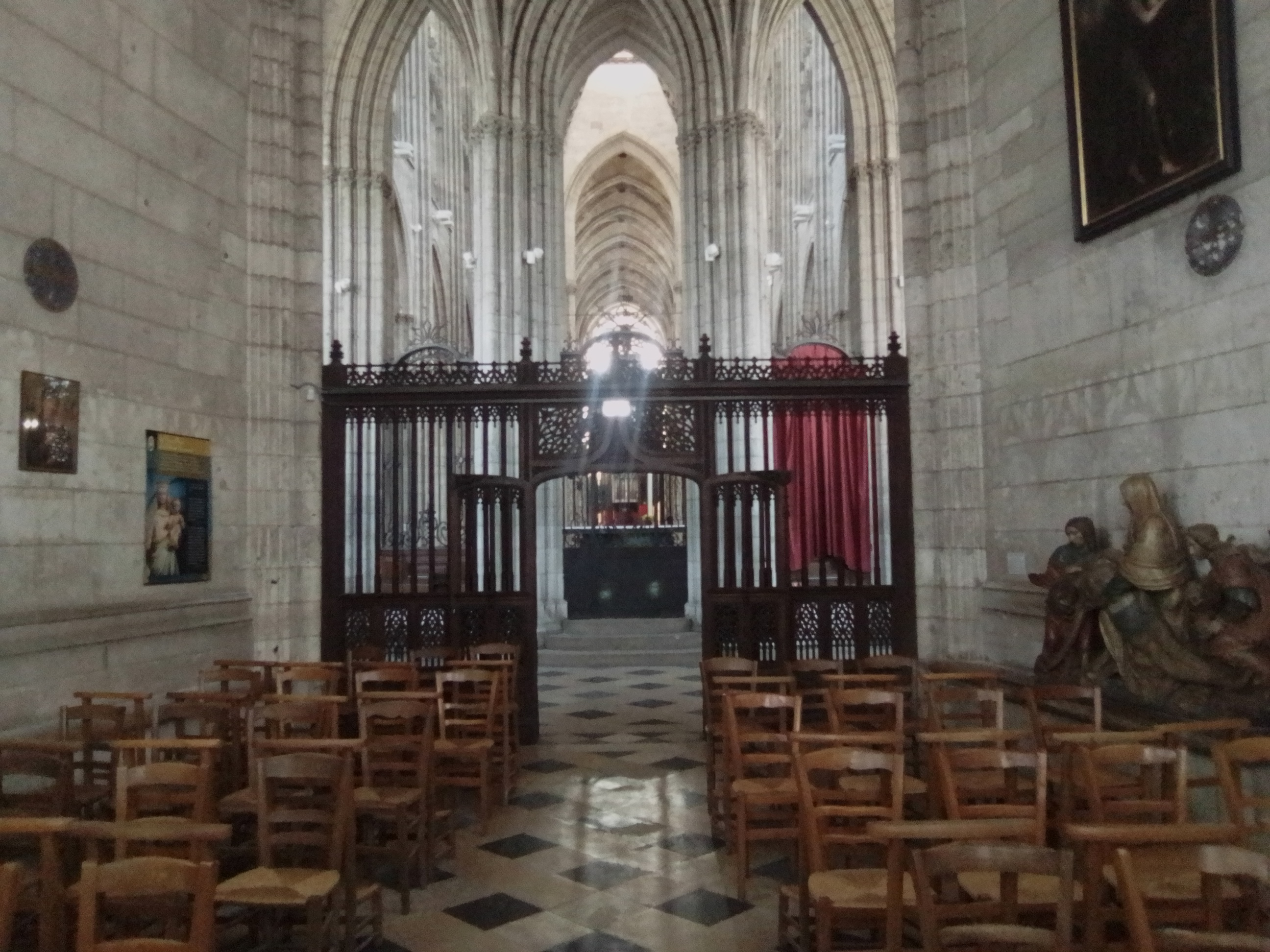
Portail d'entrée de la chapelle Notre Dame mère de Dieu à la cathédrale d’Évreux.

## Éclairage de la cathédrale
La volonté des bâtisseurs d’origine d’en faire « une cathédrale de lumière » a été respectée. L’ombre a été judicieusement mêlée à la lumière pour assurer le maintien de la sobriété et de la sérénité qui habitent le lieu.

### Sources et bibliographie
[réf. incomplète]
- Pierre-François Lebeurier, Description de la Cathédrale d'Evreux : accompagnée d'une vue générale et d'un plan géométrique , Pierre Huet, Évreux, 1868, [lire en ligne]
- Robert de Burey, Le chœur de la cathédrale d'Évreux depuis sa restauration, Imprimerie de Charles Hérissey, Évreux, 1897, [lire en ligne]
- Jules Gailhabaud, « Cathédrale d'Évreux (boiseries) » dans Monuments anciens et modernes, tome 4, Firmin-Didot Frères, Paris, 1853, [lire en ligne]
- Almanach d'Évreux, Description de la cathédrale d'Évreux, Pierre Huet, Évreux, 1868, [lire en ligne]
- « Évêché d'Évreux » dans Annuaire des cinq départements de la Normandie, vol. 32, Caen, Paris et Rouen, 1866, p. 112-117, [lire en ligne]
- Annick Gosse-Kischinewski et Françoise Gatouillat (préf. Henri Collard), La cathédrale d'Évreux, Évreux, Les Colporteurs, 1997, 213 p. (ISBN 2-9512216-0-6)
- Yves Gallet (préf. Éliane Vergnolle), La cathédrale d'Évreux et l'architecture rayonnante, XIIIe – XIVe siècles, Besançon, Presses universitaires de Franche-Comté, 2014, 400 p. (ISBN 978-2-84867-466-7)
- Pierre Bauduin (préf. Régine Le Jan), La première Normandie (Xe – XIe siècle) : Sur les frontières de la haute Normandie: identité et construction d'une principauté, Caen, Presses universitaires de Caen, coll. « Bibliothèque du pôle universitaire normand », 2006 (1re éd. 2004), 481 p. (ISBN 978-2-84133-299-1)
- Martine Callias Bey, Véronique Chaussé, Françoise Gatouillat et Michel Hérold, Corpus Vitrearum : Les vitraux de Haute-Normandie, Paris, CNRS Éditions / Monum, coll. « Recensement des vitraux anciens de la France », 2001, 495 p. (ISBN 2-85822-314-9)
- Annick Gosse-Kischinewski et Virginie Henry, L'histoire de la Cathédrale d’Évreux, 2016 (lire en ligne)
- Abbé R. Delamare, Ordo servicii de l'insigne cathédrale d’Évreux : édition du ms. L. 95 de la Bibliothèque d’Évreux (XIVe siècle), Paris, Auguste Picard, 1924, 592 p. (lire en ligne).